# How to Rock
How to Rock est une série télévisée américaine en 26 épisodes de 23 minutes créée par Jim O'Doherty (en) et diffusée entre le 4 février et le 8 décembre 2012 sur Nickelodeon. Au Canada, elle est diffusée depuis le 23 juillet 2012 sur YTV.
Cette série est inédite dans tous les pays francophones.

## Synopsis
La série tourne autour de Kacey Simon, une fille populaire, et dont le statut descend après avoir été contrainte de porter un appareil dentaire et des lunettes. Ignorée par les autres filles, Kacey trouve une nouvelle façon de s'exprimer à travers la musique en devenant la chanteuse du groupe de pop/hip-hop Gravity 4 (avec Stevie, Zander, Nelson, et Kevin), rebaptisé Gravity 5 après l'arrivée de Kacey. Le succès de la bande commence avec une rivalité avec l'ex-bande de Kacey "Les Perfs" une bande de ses anciennes amies en rivalité avec eux, dirigée par Molly et Grace.

## Distribution

### Acteurs principaux
- Cymphonique Miller (en) : Kacey Simon
- Samantha Boscarino : Molly Garfunkel
- Max Schneider : Zander Robbins
- Lulu Antariksa : Stevie Rena Baskara
- Halston Sage : Grace King
- Noah Crawford (en) : Nelson Baxter
- Chris O'Neal : Kevin Reed

### Acteurs récurrents
- Jacob Houston : Andy Bartlet
- Kirk Fox : Mr March
- Jacob Artist : Dean Hollis

## Production
La série a été officiellement annoncée le 23 mai 2011 (avec une saison de 20 épisodes, plus tard augmenté à 26) et la production a débuté en août 2011. Le pilote a été diffusé le 4 février 2012, et a réuni 3,3 millions de téléspectateurs.
En août 2012, le showrunner David M. Israel a confirmé que la série ne reviendra pas pour une deuxième saison.

## Épisodes
1. How to Rock Braces and Glasses
2. How to Rock a Messy Bet
3. How to Rock a Guest List
4. How to Rock a Statue
5. How to Rock a Music Video
6. How to Rock an Election
7. How to Rock a Newscast
8. How to Rock a Prank
9. How to Rock a Secret Agent
10. How to Rock a Lunch Table
11. How to Rock a Birthday Party
12. How to Rock a Part-Time Job
13. How to Rock Halloween
14. How to Rock a Basketball Team
15. How to Rock a Love Song
16. How to Rock Cee Lo (2 parties)
17. How to Rock a Singing Telegram
18. How to Rock a Yearbook
19. How to Rock High School Sensation
20. How to Rock a Good Deed
21. How to Rock Camping
22. How to Rock a Fashion Victim
23. How to Rock a Uniform
24. How to Rock a Tennis Ball
25. How to Rock Christmas